# Гурно-Завада
Гурно-Завада (пол. Górno-Zawada) — село в Польщі, у гміні Гурно Келецького повіту Свентокшиського воєводства.
У 1975-1998 роках село належало до Келецького воєводства.